# Terran (StarCraft)
De Terrans zijn een ras in het door Blizzard Entertainment ontwikkelde real-time strategy computerspel StarCraft. De Terrans zijn menselijke kolonisten en worden zo genoemd om hen te onderscheiden van de mensen die reeds op Aarde verblijven. Een deel van de Terrans bezit een potentieel aan psionische vermogens, dat zich binnen enkele generaties zal openbaren. Zich bevindend in de Koprulu Sector, vechten de Terrans iedere dag voor hun overleving, gevangen in een gevecht tussen de Protoss en de Zerg, terwijl ook onderling burgeroorlogen worden uitgevochten. Echter, sommige Terrans blijken een verbond te hebben gesloten met de Protoss.

## Terraanse Facties

### Terran Confederacy
De Confederacy bestond uit twaalf planeten in de Koprulu Sector. De belangrijkste planeten van de Confederacy waren Tarsonis, Tyrador IX, Brontes, Chau Sara en Dylar IV. De militaire Squadrons die de planeten van de Confederacy beschermden, bestonden uit veroordeelden en voormalige criminelen uit de gehele Sector. Veel soldaten werden gedwongen de rigoureuze Neural Resocialisation te ondergaan. Hiermee werd zelfs de meest geharde crimineel omgeprogrammeerd tot een loyale en moedige verdediger van de Confederacy.
- Omega Squadron was berucht vanwege de bloeddorst waarmee ze de strijd ingingen. Ze werden alleen in zeer ernstige crises ingezet; de soldaten van het Squadron gingen zonder enige vrees elke strijd met de vijanden van de Confederacy aan. Het Squadron bestond voornamelijk uit ex-gevangenen die geresocialiseerd waren en onzelfzuchtig hun leven gaven voor de samenleving.
- Nova Squadron stond bekend om de geheimen en intriges die het met zich mee droeg. Hun opdracht was de andere troepen van de Confederacy in de gaten te houden en informatie te verzamelen over de talloze piratenlegers; hierbij raakte het Squadron vaak meteen in een nieuwe samenzwering betrokken. Het Nova Squadron werd door hun medesoldaten niet vertrouwd en men ging ze liever uit de weg. Daarom trok het Nova Squadron dan ook voortdurend rond, altijd bezig de aanzienlijke politieke sabotage en corruptie te verhinderen die overal in de Confederacy veelvuldig voorkwam.
- Alpha Squadron prees zichzelf vanwege de snelle en flitsende aanvallen op nietsvermoedende vijandelijke kampen. De expertise en precisie in deze snelle tactische manoeuvres maakte hun berucht. Het Squadron stond onder leiding van General Edmund Duke.

### Rebellenfacties
De legers van de piraten vielen buiten de controle van de Confederacy en plunderden randwerelden en afgelegen kolonies zonder genade te kennen. Veel van deze groepen bestonden uit grote, zelfstandige legers die in hun eigen financiering voorzien werden door uitgestrekte grondstoffenvelden op de vele werelden in de Sector te exploiteren. Deze piraten hadden weinig respect voor de kolonies die ze verwoestten of de werelden die ze beroofden van grondstoffen. Ze hadden het niet alleen met elkaar aan de stok, ook kwamen ze regelmatig in
conflict met de Confederacy die ze steeds weer probeerde uit te schakelen.
- Sons of Korhal, opgericht door de 'terrorist' Arcturus Mengsk, na de massale nucleaire aanval van de Confederacy. De Sons of Korhal hadden als streven de corrupte Confederacy ten val te brengen. Mengsk wilde een nieuwe regering waar alle Terrans in de Koprulu Sector baat bij zouden hebben. De methodes en tactieken van Mengsk waren zowel wreed als schandelijk. Door radicalen werd hij als een profeet en patriot beschouwd, maar voor de Confederacy was hij een terrorist en gevaarlijke gek.
- Umojan Protectorate, opgericht door de bevolking van Umoja, omdat zij zich niet wilde aansluiten bij de Confederacy. De Umojanen beschouwden zichzelf als een verlicht volk, en keken met minachting neer op hun zusterkolonies die zich het bijna fascistische juk van de Confederacy om de hals hebben laten leggen. Umoja had een uitstekend en sterk leger, het Protectorate; dit weerhield andere Terraanse groeperingen ervan hun neus in Umojaanse zaken te steken. Het Protectorate wilde een wapenstilstand met de Protoss, men was ervan overtuigd dat het oudere volk hen kon onderrichten in de geheimen van de betekenis van het leven, het universum en de rest.
- Kel-Morian Combine, voortgekomen uit twee machtige organisaties: de Kelanis Guild en de Morian Mining Coalition. Deze twee groeperingen, elk met dubieuze connecties met de Confederacy, waren samengegaan om het verzamelen van grondstoffen op de vele werelden in de sector te maximaliseren. Het Combine was de grootste niet tot de Confederacy behorende organisatie die in de Koprulu Sector actief was. Ondersteund door duizenden bewapende troepen en machines voerde de Combine haar talloze territoriale werkzaamheden zonder mededogen uit. Het gerucht ging dat de Combine de Confederacy beleverde met brand- en grondstoffen. Hun politieke invloed was zo groot dat het de troepen van de Confederacy verboden was de Combine aan te spreken op mogelijke criminele activiteiten.

### Terran Dominion
De Terran Dominion werd opgericht na de val van de Confederacy, op het hoogtepunt van de oorlog tussen de Terrans, de Zerg en de Protoss. Aan het hoofd van de Terran Dominion stond Arcturus Mengsk, de voormalige leider van de Sons of Korhal. De Dominion slaagde erin het grootste gedeelte van de Koprulu Sector onder haar controle te krijgen. Korhal IV werd de vestigingsplaats van de zetel, Augustgrad daarmee tot hoofdstad benoemend. Arcturus Mengsk kroonde zichzelf 'Emperor' van de Dominion, en met behulp van de overlopende Generaal Edmund Duke, brachten zij alle Terraanse kolonies in de Koprulu Sector onder één soevereine heerser voor het eerst in de geschiedenis van de Koprulu Sector.

### United Powers League / United Earth Directorate
De United Earth Directorate (UED) is de huidige wereldregering van de Aarde, voortgekomen uit de voormalige wereldregering de United Powers League (UPL). Met een meer agressieve houding jegens buitenaardsen dan haar voorganger de UPL, zond de UED (ten tijde van Brood War) een expeditieleger naar de Koprulu Sector, dat onder het commando stond van Admiral Gerard DuGalle en Vice-Admiral Alexei Stukov. Samen boekten zij vele overwinningen en slaagden er zelfs in om de tweede Overmind in hun macht te krijgen. Maar Kerrigan manipuleerde en chanteerde verscheidene strijdmachten van zowel de Terrans als de Protoss en wist de UED dusdanig te verzwakken. Nadat Kerrigan weer volledig controle had over alle Zerg in de Koprulu Sector, bracht ze de vernietigende slag toe aan het expeditieleger van de UED. Maar toch, het was slechts een expeditieleger en de thuiswereld, Aarde, heeft meer strijdmachten. Op het moment (na Brood War), is de UED waarschijnlijk als enige in staat om Kerrigan omver te werpen.